# Mano-Mera
Mano-Mera (Manumera, Manumeran, Manumerah) ist eine osttimoresische Aldeia im Suco Mulo (Verwaltungsamt Hatu-Builico, Gemeinde Ainaro). 2015 lebten in der Aldeia 410 Menschen.

## Geographie und Einrichtungen
Die Aldeia Mano-Mera liegt im Nordosten von Mulo. Südöstlich befindet sich die Aldeia Aituto, südlich die Aldeia Hautio, südwestlich die Aldeia Tatiri und nördlich die Aldeia Maulahulo. Im Nordosten grenzt Mano-Mera an den zum Verwaltungsamt Maubisse gehörenden Suco Aituto. Die Grenze zum Nachbarsuco bildet der Fluss Belulik, der im Grenzgebiet sein Quellgebiet hat. An der Grenze befindet sich auch der Wasserfall von Aituto. Nahe dem Wasserfall führt die Überlandstraße von Ainaro nach Dili ein kleines Stück durch die Aldeia. Im Nordwesten der Aldeia steigt das Land auf eine Meereshöhe von über 2000 m.
Im Zentrum der Aldeia liegt der Ort Mano-Mera, in dem sich eine Kapelle befindet.